# Дзола Предоза
Дзо̀ла Предо̀за (на италиански: Zola Predosa, на местен диалект Zôla Predåusa, Дзола Предауза) е град и община в северна Италия, провинция Болоня, регион Емилия-Романя. Разположен е на 74 m надморска височина. Населението на общината е 18 392 души (към 2010 г.).